# Rafael Ajlec
Rafael Franc Ajlec, slovenski glasbeni pisec in pedagog, * 29. avgust 1915, Mokronog, † 11. december 1977, Ljubljana.

## Življenje in delo
Po diplomi 1951 na oddelku za glasbeno zgodovino in literaturo ljubljanske Akademije za glasbo je bil do 1956 inštruktor za glasbo pri Ljudski prosveti Slovenije, nato urednik za komorno glasbo pri Radiu Ljubljana. Poleg tega je predaval kot honorarni profesor zgodovino glasbe na Pedagoški akademiji v Ljubljani. Kot dolgoletni glasbeni kritik v ljubljanskih časopisih in reviji Zvuk se je odlikoval po jasnih, nedvoumnih in nepristranskih kritikah, v katerih je tudi podpiral novo slovensko glasbo. Od 1958 je sodeloval pri Muzički enciklopediji Jugoslovanskega leksikonografskega zavoda in od 1960 pri slovenskem biografskem leksikonu. Posvetil se je tudi preučevanju del Jakoba Gallusa in o njem napisal monografijo.